# The Allman Brothers Band (album)
1969. november 4-én jelent meg a The Allman Brothers Band azonos című első nagylemeze. Az Amerikai Egyesült Államok déli részén kívül az album nem aratott átütő sikert, a Billboard 200-as listáján csupán a 188. helyet érte el.
Az album hét dala közül kettő – a Don’t Want You No More és a Trouble No More – feldolgozás, a másik öt pedig Gregg Allman szerzeménye. A felvételek 1969 szeptemberében, a New York-i Atlantic Studios-ban készültek.
Stílusát tekintve az album a blues-rock kategóriájába sorolható. A dalok hangszerelésében kulcsszerepe van Duane Allman és Dickey Betts két szólógitáros felállásának, valamint Butch Trucks és Jai Johanny "Jaimoe" Johanson egymást kiegészítő dobjátékának. Gregg Allman erőteljes énekhangja különleges színezetet ad az amúgy is erőteljes zenének. A majdnem hét és fél perces Dreams álombeli hangulata és az erősen torzított gitárszóló miatt az akkoriban már kevésbé népszerű pszichedelikus rock jegyeit is magán viseli. Ez a dal, valamint a Whipping Post hosszú improvizációk alapját képezte az együttes koncertjein. Utóbbi felkerült a The Rock and Roll Hall of Fame’s 500 Songs that Shaped Rock and Roll című listájára, melyen a rock and roll fejlődését leginkább meghatározó 500 dalt gyűjtötték össze.
Lester Bangs a Rolling Stone magazinban közölt recenziójában többek között az együttes, az általuk játszott blues és az egész album őszinteségét, frissességét emeli ki. Ahogy írja: „A blueshoz hasonló egyszerű, kötött formák előnye, hogy ha jól játsszák, olyan hely érzetét keltik, ahová az ember szívesen visszatér. Az egész lemez ilyen. Ezerszer jártál már itt, mégsem érzed nyűgnek, mert Allmanék kivételes pontossággal sajátították el a formát, és mert az általuk játszott blues különleges ötvözetet képez a hard rock hatásaival.”

## Az album dalai
Az album dalait Gregg Allman írta, kivéve azokat, melyek szerzői jelölve vannak.

### Első oldal
1. Don’t Want You No More (Spencer Davis/Eddie Hardin) – 2:29
2. It’s Not My Cross to Bear – 4:48
3. Black Hearted Woman – 5:20
4. Trouble No More (Muddy Waters) – 3:47

### Második oldal
1. Every Hungry Woman – 4:16
2. Dreams – 7:19
3. Whipping Post – 5:19

## Közreműködők
- Duane Allman – szólógitár, slidegitár
- Gregg Allman – ének, orgona
- Dickey Betts – szólógitár
- Berry Oakley – basszusgitár, vokál
- Butch Trucks – dob, ütőhangszerek
- Jai Johanny "Jaimoe" Johanson – dob, konga, ütőhangszerek

### Produkció
- Adrian Barber – hangmérnök, producer
- Stephen Paley – borítókép
- Tom Dowd – producer

## Külső hivatkozások
- A The Allman Brothers Band az Allmusic.com-on
- Az album recenziója a Rolling Stone honlapján